# Salusuhan
Salusuhan is een bestuurslaag in het regentschap Padang Lawas Utara van de provincie Noord-Sumatra, Indonesië. Salusuhan telt 275 inwoners (volkstelling 2010).